# Salsola columnaris
Salsola columnaris är en amarantväxtart som beskrevs av Viktor Petrovitj Botjantsev. Salsola columnaris ingår i släktet sodaörter, och familjen amarantväxter. Inga underarter finns listade i Catalogue of Life.